# Munsan (métro de Séoul)
Munsan (hangeul : 문산 ; hanja : 文山) est une station terminus et de correspondance entre la ligne principale et la branche Munsan-Dorosan de la ligne Gyeongui-Jungang du métro de Séoul. Elle est située, au 17-550 Munsan-ri, Munsan-eup, dans la ville de Paju, au nord-ouest de Séoul dans la province Gyeonggi-do, en Corée du Sud. 
Ancienne gare ferroviaire ouverte en 1906, c'est une station du métro de Séoul depuis 2009. La station est desservie par les rames qui circulent sur la ligne principale et la navette Munsan-Imjingang, de la ligne Gyeongui-Jungang. La desserte par le train DMZ est suspendue depuis 2019.

## Situation sur le réseau

Plan du réseau du métro de Séoul (2023)

Établie en surface, Munsan, est une station terminus de la ligne principale et la branche Munsan-Dorosan de la ligne Gyeongui-Jungang du métro de Séoul : 
sur la ligne principale, elle est située avant la station Paju, en direction du terminus ouest Banghwa, et la station Hanam Geomdansan, en direction du terminus est de la branche Gajwa-Séoul, la Gare de Séoul, et du terminus est de la ligne principale Jipyeong ;
sur la branche Munsan, elle est située avant la station Uncheon, en direction du terminus nord-est Dorasan.

## Histoire

### Gare (1906-2009)

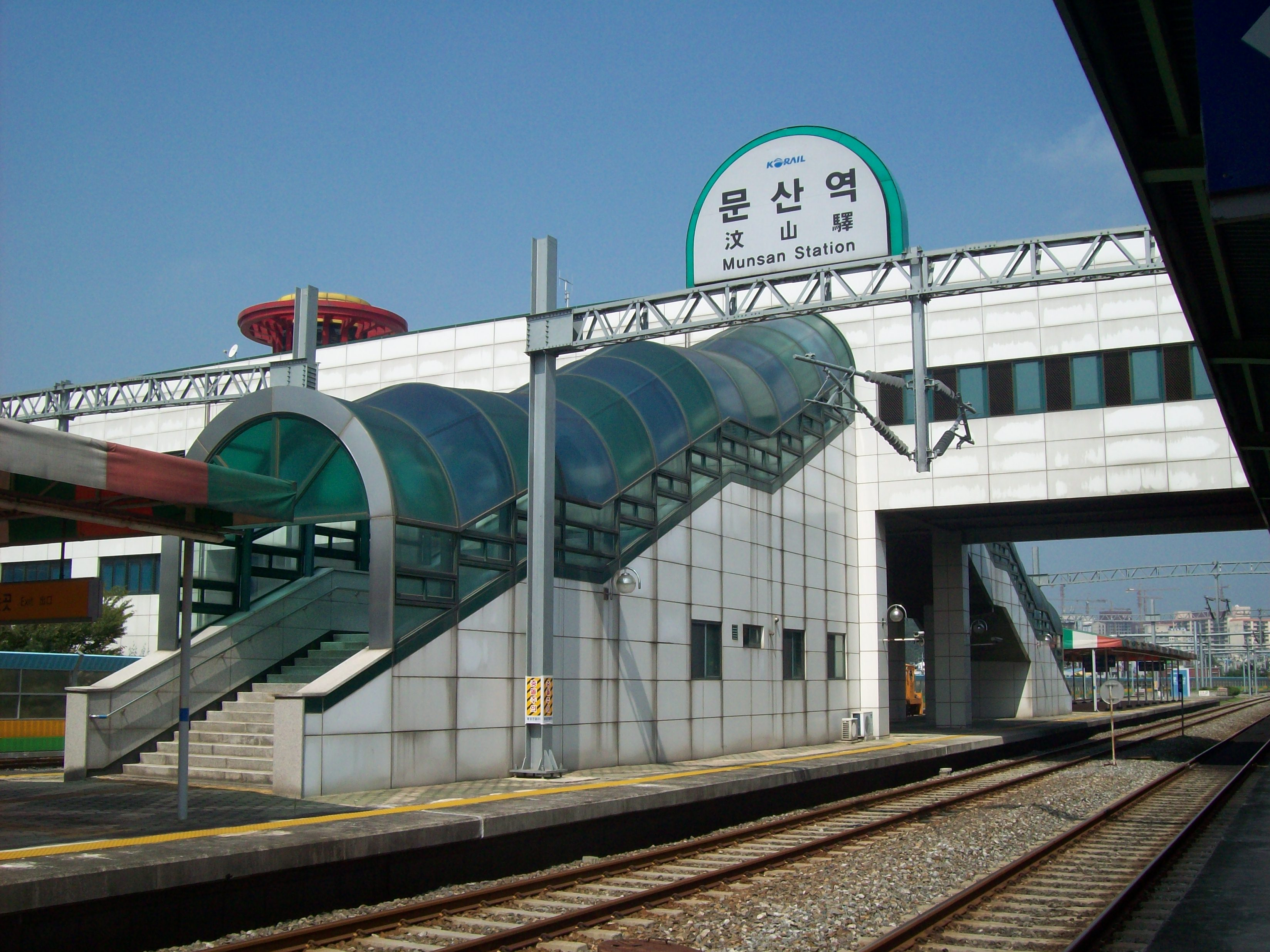
En 2008, vue de l'intérieur de a gare reconstruite en 2000.

Elle est dénommée Botong lorsqu'elle est mise en service le 4 avril 1906. En 1953, elle devient la gare terminus nord de la ligne Gyeongui, elle est alors desservie notamment par des trains de banlieue, en provenance ou à destination de la gare de Séoul. Les installations de la gare sont achevées le 24 octobre 1984,.
Durant l'été 1998, la gare est entièrement détruite par une inondation qui submerge complètement le petit bâtiment. Reconstruite comme gare ferroviaire en 2000, avec un bâtiment à trois étages, prévu pour le doublement des voies. Elle devient le 11 décembre 2007, du fait de l'amélioration des relations entre le Nord et le Sud de la Corée, le terminus d'un train de marchandise ayant pour autre origine et destination la gare de Bongdong en Corée du Nord. Ce train circule à raison d'un trajet quotidien jusqu'au 28 novembre 2008, ou il est suspendu du fait d'une nouvelle tension entre les deux pays.

### Station du métro (depuis 2009)
Munsan devient officiellement une station du métro, le 1er juillet 2009 lors de l'intégration de la ligne Gyeongui dans le réseau du métro de Séoul. 

La station avant 2014
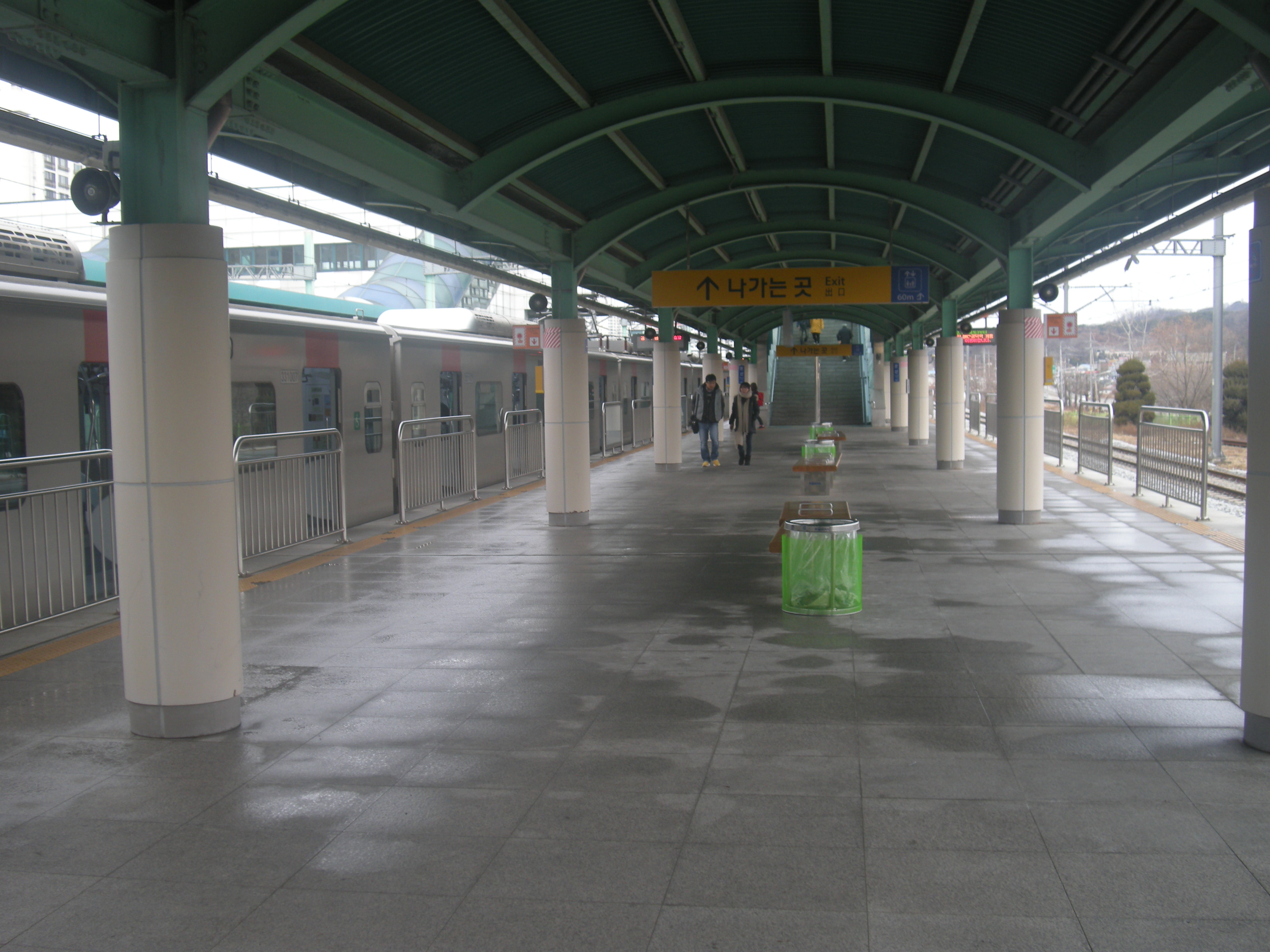
Quai 1 et 2.
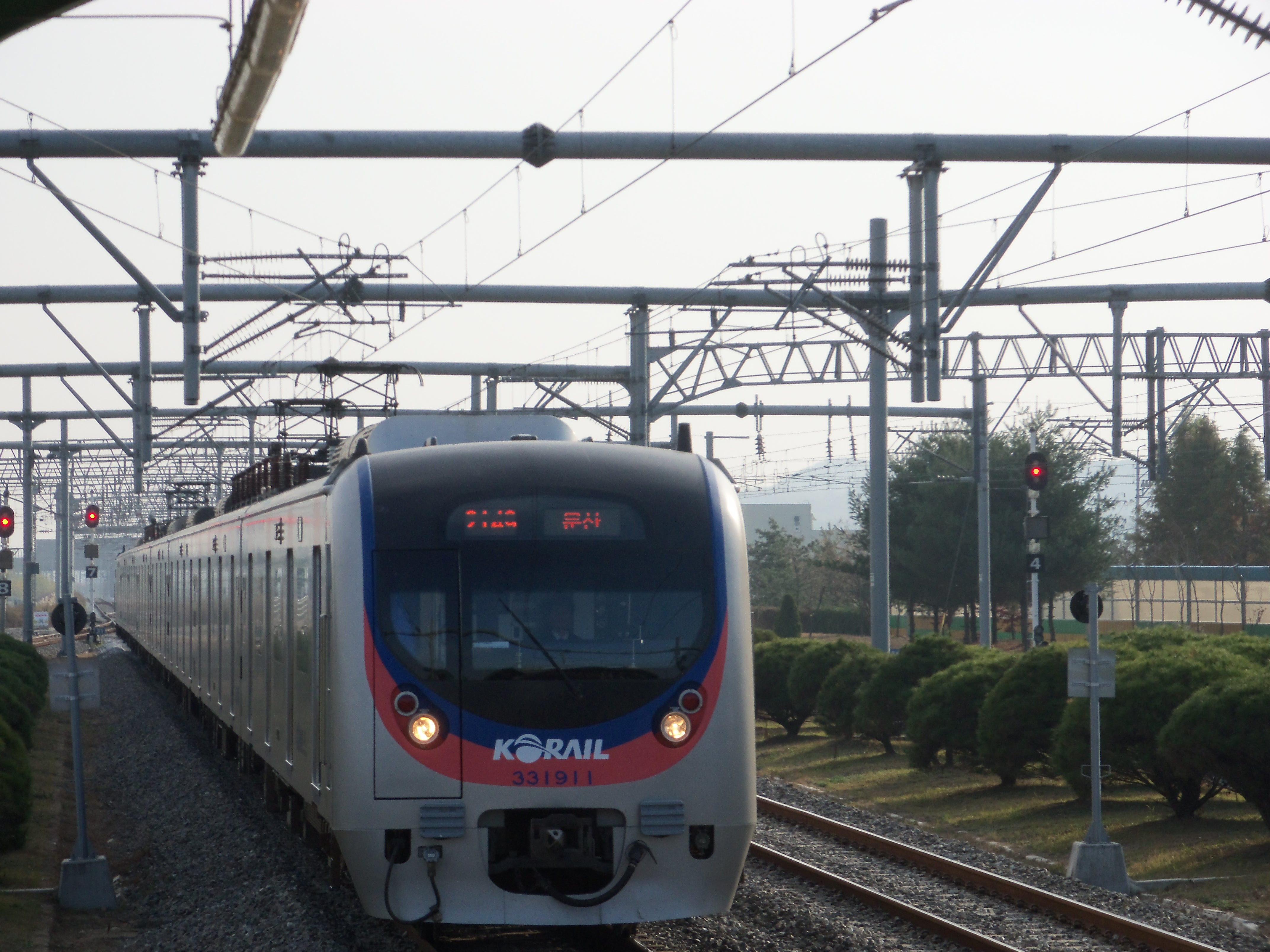
Train 33111.
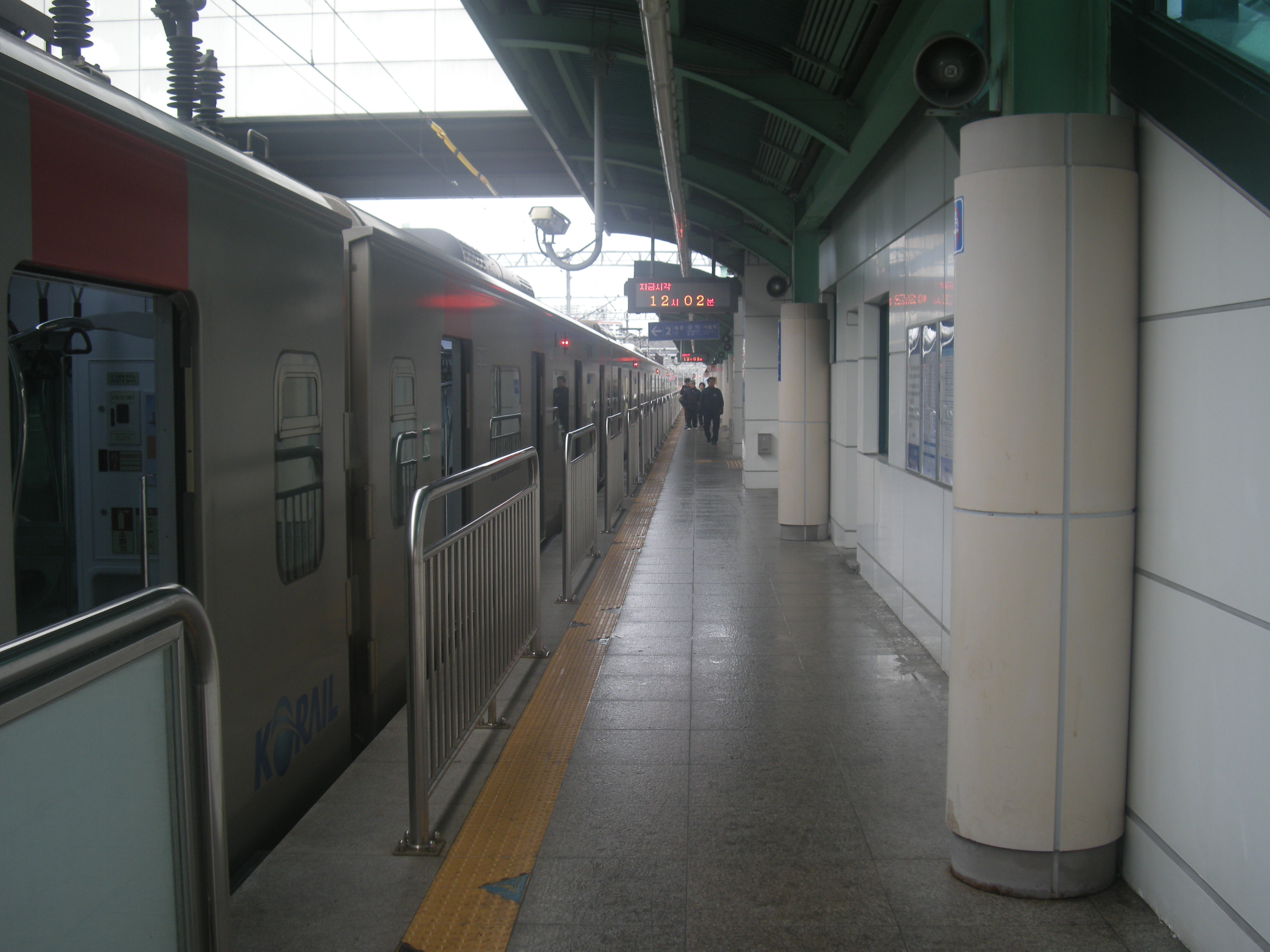
Quai 2.

Le 27 décembre 2014 elle devient une station de la nouvelle ligne Gyeongui-Jungang créée par la fusion des lignes Gyeongui et Jungang, rendu possible par la création d'une section de voie entre Gongdeok et Yongsan. En 2014, elle est desservie par le train DMZ (en), dit aussi « train de la paix », qui circule entre la gare de Séoul et la gare de Dorasan en desservant les stations de la ligne Gyeongui et Jungang du métro.
La navette électrifiée qui dessert les stations de la branche Munsa-Dorosan est mise en service le 28 mars 2020.

## Services aux voyageurs

### Accès et accueil
La station est située au 94 Munsanyeok-ro, Munsan-eup.

### Desserte
Munsan est desservie : par les rames omnibus et express de la ligne Gyeongui-Jungang, en direction de l'est, des stations Jipyeong  et Gare de Séoul ; et par la navette avec Imjingang. La desserte par le train DMZ est suspendue depuis 2019.

### Intermodalité
Des arrêt de bus sont situés à proximité.